# Algoritmus Cocke–Younger–Kasami
Algoritmus CYK (Cocke–Younger–Kasami) je algoritmus, který určuje, zda slovo náleží do bezkontextového jazyka, a to v časové složitosti {\displaystyle O(n^{3})} vzhledem k délce slova. Bezkontextový jazyk musí být zapsán gramatikou v Chomského normální formě.
Algoritmus vypadá takto:
Vytvoříme pole {\displaystyle T[i,j,x]}, pro {\displaystyle 1\leq i\leq j\leq n}, kde {\displaystyle x} jsou postupně všechny neterminály (nebo alternativně jejich čísla), a hodnoty všech jeho prvků nastavíme na 0
Pro každý znak {\displaystyle a} na pozici {\displaystyle i}, a pro každé {\displaystyle X} takové, že v gramatice existuje pravidlo {\displaystyle X\rightarrow a}, nastavíme v poli {\displaystyle T[i,1,X]:=1}
Pro každou délku podslova {\displaystyle i} od 2 do {\displaystyle n}:
Pro každý začátek podslova {\displaystyle j} od 1 do {\displaystyle n-i+1}:
Pro každou délku první poloviny podslova {\displaystyle k} od 1 do {\displaystyle i-1}:
Jestliže v poli mají jedničkovou hodnotu {\displaystyle T[j,k,X]} i {\displaystyle T[j+k,i-k,Y]}, a v gramatice existuje pravidlo {\displaystyle Z\rightarrow XY}, nastavíme v poli {\displaystyle T[j,i,Z]:=1}
Slovo náleží do jazyka, jestliže {\displaystyle T[1,n,S]=1}, kde {\displaystyle S} je vstupní neterminál gramatiky.
Jiné algoritmy jsou Earlyho parser a packrat parser.